# Сепаратор ферогідростатичний

Сепаратор ферогідростатичний (рос. сепаратор феррогидростатический, англ. ferrohydrostatic separator, нім. ferrohydrostatischer Scheider m) — сепаратор для мокрого збагачення корисних копалин, у якому вихідний матеріал розділяється на компоненти за їх густиною у феромагнітній суспензії, що знаходиться в неоднорідному магнітному полі.

## Класифікація
За призначенням розрізняють такі ферогідростатичні сепаратори (ФГС-сепаратори):
- ФГС-сепаратори, що використовують зважений робочий шар магнітної рідини для доведення концентратів кольорових металів;
- ФГС-сепаратори для гравітаційних (фракційних) досліджень руд на збагачуваність і розділення вторинних кольорових металів, у яких робочий шар феромагнітної рідини опирається на дно кювети або вібруючого лотка;
- ФГС-сепаратори для збагачення немагнітних матеріалів, де робочий шар феромагнітної рідини розташований на шарі відмивної рідини.

## Конструкція і принцип дії
За рахунок створення виштовхувальної сили в робочому об'ємі феромагнітної рідини утворюється ефективна густина, значення якої регулюється струмом в обмотці збудження електромагніту. Феромагнітна рідина в робочому зазорі обмежена кюветою, яка має відкритий торець для розвантаження продуктів розділення й зливу рідини.
Вихідний матеріал надходить у рідину через завантажувальну камеру будь-яким способом, що забезпечують рівномірність подачі. Конструкція камери дозволяє розосереджувати матеріал уздовж полюсів у зонах, максимально віддалених від осьової площини міжполюсного зазору. Після надходження матеріалу в зону розділення фракція, густина якої вище ефективної густини феромагнітної рідини, випадає на дно лотка. Легка фракція, рухаючись по поверхні рідини убік нахилу магнітної системи й скочуючись по її торцевій поверхні, потрапляє в ємність для збору легкого продукту.
Промисловий ферогідростатичний сепаратор ФГС-70 призначений для розділення за густиною у феромагнітній рідині кабельного брухту і відходів у свинцевій оболонці (суміші металів: мідь-свинець, алюміній-свинець) і виділення алюмінієвого, мідного та свинцевого концентратів, а також брухту радіоелектронної промисловості (суміш металів: алюміній, мідь, олов'яно-свинцевий припой) на алюмінієвий і мідно-олов'яно-свинцевий продукти.